# Corentyne
Le fleuve Corentyne aussi appelé Courantyne ou Corantijn est un fleuve situé au nord de l'Amérique du Sud entre le Guyana et le Suriname.

## Géographie
Les sources de ce fleuve sont situées au nord des monts Acarai près de la frontière du Guyana et du Brésil. La source principale se nomme Haute Corentyne et le fleuve ne devient que Corentyne à partir du lieu où l'affluent Coeroeni rejoint la Haute Corentyne.
Il s'écoule ensuite en direction du nord jusqu'à l'Océan Atlantique sur 724 km. Il fait office de frontière entre le Guyana et le Suriname. Au bord de son embouchure sont situées les villes de Corriverton au Guyana et de Nieuw Nickerie au  Suriname reliées entre elles par un ferry.
De petits bateaux de haute mer peuvent remonter le cours du fleuve sur 70 kilomètres à partir de l'embouchure et ce jusqu'aux premiers rapides à Orealla.

## Chutes d'eau
En amont sont situées les Chutes du Roi Edward VIII hautes de 259 m et les Chutes du Roi George VI hautes de 488 mètres.